# À en crever
Pour plus de détails, voir Fiche technique et Distribution.
À en crever (Morte sospetta di una minorenne) est un giallo poliziottesco italien, réalisé par Sergio Martino, sorti en 1975, avec Claudio Cassinelli, Mel Ferrer et Lia Tanzi dans les rôles principaux.

## Synopsis
A Milan, la jeune Marisa est assassinée. Le commissaire Paolo Germi (Claudio Cassinelli) est chargé de l'enquête. Malgré ses méthodes violentes et illégales, il parvient à découvrir un réseau de prostitution de mineurs, qui dérange ses supérieurs, il décide d'enquêter seul...

## Fiche technique
Sauf indication contraire, les informations mentionnées dans cette section peuvent être confirmées par la base de données cinématographiques IMDb,  présente dans la section « Liens externes ».
- Titre original : Morte sospetta di una minorenne (litt. « Mort suspecte d'une mineure »)
- Titre français : À en crever[1],[2]
- Réalisation : Sergio Martino
- Assistant réalisateur : Michele Massimo Tarantini
- Scénario : Sergio Martino et Ernesto Gastaldi
- Photographie : Giancarlo Ferrando
- Musique : Luciano Michelini
- Montage : Raimondo Crociani
- Décors : Riccardo Domenici, Paolo Innocenzi (it) et Elio Micheli
- Production : Luciano Martino
- Société(s) de production : Dania Film
- Socièté(s) de distribution : Titanus
- Pays de production :  Italie
- Genre : Poliziottesco, giallo
- Durée : 100 minutes
- Date de sortie :
  - Italie : 12 août 1975

## Distribution
- Claudio Cassinelli : Paolo Germi
- Mel Ferrer : le directeur
- Lia Tanzi : Carmela
- Gianfranco Barra : Teti
- Patrizia Castaldi : Marisa
- Adolfo Caruso : Giannino
- Jenny Tamburi : Gloria
- Massimo Girotti : Gaudenzio Pesce
- Carlo Alighiero : le chef du bureau de la S.M.C.D.
- Franco Alpestre : il Menga, Raimodo Menghini
- Fiammetta Baralla : la propriétaire
- Barbara Magnolfi : Floriana
- Aldo Massasso (it) : procureur Listri
- Roberto Posse (it) : un tueur
- Carlotta Witting : directrice du S.M.C.D.
- Franca Scagnetti (it) : mère de Giannino
- Anita Laurenzi (it) : mère de Gloria
- Franco Diogene (it)
- Alessandra Vazzoler : La prostituée
- Dino Emanuelli (it)
- Maurizio Mattioli